# フタコイ メルっと・コレクティブ
『フタコイ メルっと★コレクティブ』は、2005年5月13日から8月5日まで放送されたインターネットラジオ番組である。

## 概要
テレビアニメ『フタコイ オルタナティブ』に関連した番組で、パーソナリティは、『ムギュッと!双恋♥』を担当した伊月ゆい・小清水亜美・門脇舞が担当。リスナーのことを「メルっとネーム」と呼んでいる。

### コーナー
- ふつおた
リスナーからの普通のお便りを募集していた。
- 三姉妹探偵事務所
リスナーから送られた暗号をパーソナリティが解読しようとするコーナー。
- ヒトコイ
恋が冷めてしまいそうな状況下でも恋が芽生えちゃうような一言を放送するコーナー。
- フタオタ
「フタコイ」に関する感想や、疑問をリスナーから募集するコーナー。
- フタコイNEWS
アニメ「フタコイ オルタナティブ」に関する最新情報を伝えるコーナー。

## 主題歌
オープニングテーマ「New World」
作詞：H.U.B.、作曲：高橋諭一、編曲：磯江俊道、歌：ベ・ユミ
エンディングテーマ「ぼくらの時間」
作詞：逢瀬祭、ufotable & eufonius、作曲・編曲：菊地創、歌：eufonius

## 放送概要
- 配信元：「フタコイ オルタナティブ」ホームページ
- 配信日：毎週金曜日
- 配信期間：2005年5月13日 - 2005年8月5日
最新の回だけが聴取可能だった。

## 関連商品
- A STORY OF LOVE
「フタコイ オルタナティブ」のサウンドトラックに本番組の特別版を組み込んだ2枚組CDで、2005年9月22日にスターチャイルド（キングレコード）から発売された。